# Assembleia Federal (Suíça)
A Assembleia Federal da Suíça (alemão: Bundesversammlung; francês: Assemblée fédérale; italiano: Assemblea federale; romanche: Assamblea federala) é o poder legislativo bicameral da Suíça. A assembleia é composta por duas câmaras, o Conselho dos Estados, câmara alta com 46 cadeiras, e o Conselho Nacional, câmara baixa com 200 cadeiras.
O Conselho Nacional e o Conselho dos Estados em conjunto representam o poder legislativo na Suíça. Os dois conselhos atuam geralmente separadamente, embora possam se reunir para decisões que necessitem do acordo entre as duas câmaras, tais como:  eleição do Conselho Federal Suíço, do Chanceler da Confederação, dos Juízes do Supremo Tribunal ou do General do exército (em caso de guerra ou crise grave).
Geralmente as duas câmaras reúnem-se quatro vezes ao ano, por um período de três semanas.Os comitês parlamentares se reunem entre as sessões parlamentares.

## Procedimento eleitoral
O Conselho Nacional é eleito por representação proporcional em cada cantão, e cada cantão tem um número de representantes proporcional à sua população.
O Conselho de Estados é eleito por maioria de votos, sendo que cada cantão tem direito a dois representantes (um para os meios-cantões).
Esses dois métodos diferentes de eleição levam a resultados muito diferentes, com alguns partidos bem representados em uma câmara e muito menos na outra. Isso força as câmaras a negociar bastante para chegar a compromissos.